# Campionato indonesiano di pallavolo
Il campionato indonesiano di pallavolo è un torneo per club dell'Indonesia ed è posto sotto l'egida della Federazione pallavolistica dell'Indonesia.
La massima serie del campionato è denominata Proliga e la prima edizione è stata giocata nell'annata 2001-02; la Proliga raggruppa sia la competizione maschile che quella femminile.